# Jack Dee
Jack Dee, egentligen James Andrew Innes Dee, född 24 september 1961 i Londonförorten Petts Wood i England, är en brittisk ståuppkomiker, skådespelare och författare. Han använder en sardonisk och torr humor.

## Biografi
Jack Dee är den yngsta av tre syskon. Hans far var tryckare och hans mor var dotter till två mindre lyckade skådespelare. Han ville studera drama på universitetet men hans mor ville att han skulle skaffa sig ett yrke. Därför började han arbeta som servitör i cateringbranschen. I tjugoårsåldern arbetade han på Londonhotellet Ritz och fick problem med alkoholen. Han slutade dricka men menar att han överkonsumerade men anser inte att han är alkoholist. Senare gjorde han reklam för ölmärket John Smith's Bitter.
Hans första framträdande var på en så kallas open-mic kväll, en amatörkväll där alla har möjlighet att göra ståuppkomik framför en publik, år 1986 på Comedy Store i London. Han gjorde uppträdandet en kväll efter jobbet. Han uppmuntrades att utöka materialet och att börja turnera. År 1991 fick han utmärkelsen Best Stage Newcomer, ungefär bästa nykomling på scen, på British Comedy Award. Efter utmärkelsen fick han en egen teveshov, The Jack Dee Show på Channel 4. Teveshowen följdes upp med turnerande och fler teveshower som Jack Dee's Saturday Night på ITV, Jack Dee's Happy Hour år 1997 och Live at the Apollo år 2004 på BBC One.
År 2001 vann han brittiska kändis-Big-Brother och han har haft både huvudroller och mindre roller på brittisk teve.

## Ståuppkomik, DVD:er
- Live at the Duke of York's Theatre  (1992)
- Live at the London Palladium (10 October 1994)
- Live in London (10 november 1997)
- Live and Uncut (5 november 2001)
- Live At The Apollo (18 november 2002)
- Live Again (14 november 2005)